# Triduo pasquale

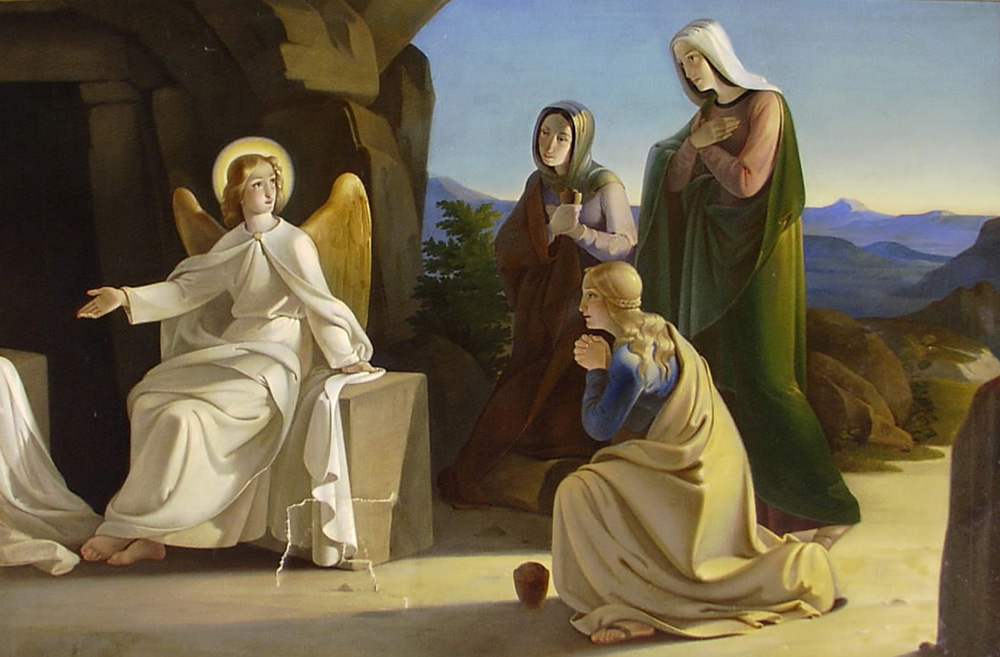
L.F. Schnorr von Carolsfeld, Le tre Marie alla tomba di Cristo, c. 1835.

Il Triduo pasquale è il tempo centrale dell'anno liturgico. Celebra gli eventi del Mistero pasquale di Gesù Cristo, ossia l'istituzione dell'eucaristia, l'istituzione del sacerdozio ministeriale, l'introduzione del comandamento dell'amore fraterno e la passione, morte, discesa agli inferi e la resurrezione.
Non coincide con quello che nella revisione del rito romano decretata da Giovanni XXIII nel 1960 era denominato triduo sacro. Questo comprendeva interamente gli ultimi tre giorni della Settimana santa: dal mattino del Giovedì santo al Sabato santo, meno la Veglia pasquale, la quale faceva già parte del Tempo pasquale.  Il Triduo pasquale, dopo la riforma liturgica, comincia con la messa in Cena Domini del Giovedì santo, comprende la Veglia pasquale e il resto del giorno liturgico della Domenica di Pasqua.

## Il termine "triduo"
Il termine "triduo" (dalla parola latina triduum) indica un periodo di tre giorni consecutivi. In un contesto religioso indica un'attività di devozione cristiana che consiste principalmente nel recitare preghiere ripetute per tre giorni consecutivi, in modo analogo al termine "novena", utilizzato per una simile attività della durata di nove giorni. Il ciclo di preghiere e di riti può essere celebrato in preparazione per una determinata festa, per chiedere una grazia particolare o, come il triduo celebrato in onore di un santo come ringraziamento dopo la sua canonizzazione.
L'articolo "Triduum" nella Catholic Encyclopedia del 1912 indica che le occasioni più frequenti per tali tridui devozionali erano: la preparazione alla prima Comunione, l'inizio dell'anno scolastico e il rinnovamento annuale o semestrale dei voti. Sono molti quelli in uso nelle diocesi italiane.
Nei libri ufficiali liturgici del rito romano la parola "triduo" è apparsa, pare per la prima volta, nel Codice delle Rubriche promulgato dal papa Giovanni XXIII nel 1960, dove, al n. 75, si definisce il "triduo sacro" come gli ultimi tre giorni della Settimana santa (da giovedì a sabato). La revisione della liturgia romana dopo il Concilio Vaticano II abbandonò questa espressione e introdusse quella del "triduo pasquale", che include anche la Veglia pasquale e tutta la Domenica di Pasqua.

## Terminologia
Nei testi liturgici sono quattro le denominazioni per esteso del Triduo pasquale:
- Santissimo Triduo del Cristo crocifisso, sepolto e risorto;[1]
- Sacro Triduo pasquale della Passione e Risurrezione del Signore, dal n. 18 delle Norme Generali sull'anno liturgico e sul calendario;
- Triduo del Signore crocifisso, sepolto e risorto; tale denominazione, mutuata dall'espressione citata di Sant'Agostino, deriva dal testo dell'Annunzio del giorno della Pasqua come proclamato nella solennità dell'Epifania;
- Triduo pasquale della Passione e Risurrezione del Signore, dal n. 19 delle Norme Generali sull'anno liturgico e sul calendario.

Quando non vi è possibilità di fraintendimenti, si fa riferimento al Triduo pasquale come "il Triduo" per antonomasia.

## Collocazione del Triduo pasquale
Le Norme generali per l'ordinamento dell'anno liturgico e del calendario distinguono il Triduo dalla Quaresima e dal Tempo pasquale. Dichiarano che "il Triduo Pasquale della Passione e della Risurrezione del Signore ha inizio dalla Messa «Cena del Signore», ha il suo fulcro nella Veglia Pasquale, e termina con i Vespri della domenica di Risurrezione"; e che "il Tempo di Quaresima decorre dal Mercoledì delle Ceneri fino alla Messa «Cena del Signore» esclusa".
D'altra parte sembrano a volte trattare il Triduo come sovrapposto ai tempi liturgici vicini. Parlano del Tempo di Pasqua come composto di cinquanta giorni, dei quali il primo è "la domenica di Risurrezione". I giorni "dal Mercoledì delle Ceneri fino alla Messa «Cena del Signore» esclusa" sono 44 con le domeniche, 38 se si escludono le domeniche, mentre il nome "Quaresima" ricorda il numero 40.
Giacomo Gambassi scrive: "Già nel IV secolo vi è una Quaresima di 40 giorni computati a ritroso a partire dal Venerdì Santo fino alla prima domenica di Quaresima. Persa l'unità dell'originario Triduo pasquale (nel VI secolo), la Quaresima risultò di 42 giorni, comprendendo il Venerdì e il Sabato Santo. Gregorio Magno trovò scorretto considerare come penitenziali anche le sei domeniche (compresa quella delle Palme). Pertanto per ottenere i 40 giorni (che senza le domeniche sarebbero diventati 36) anticipò, per il rito romano, l’inizio della Quaresima al mercoledì (che diventerà "delle Ceneri"). Attualmente la Quaresima termina con la Messa nella Cena del Signore del Giovedì Santo. Ma per ottenere il numero 40, escludendo le domeniche, bisogna, come al tempo di Gregorio Magno, conteggiare anche il Triduo pasquale".

## Composizione del Triduo pasquale
Il Triduo pasquale è un tempo liturgico e non un giorno liturgico, non essendo un singolo giorno; non è pertanto una solennità, dato che la qualifica di solennità è un grado del giorno liturgico e non del tempo liturgico. Però, come nelle solennità, si inizia con una celebrazione serale: "Il giorno liturgico decorre da una mezzanotte all'altra. La celebrazione, però, della domenica e delle solennità inizia dai vespri del giorno precedente".
Il Triduo pasquale ha una durata temporale equivalente a tre giorni liturgici, ma non corrisponde esattamente a tre giorni civili poiché si dispiega in quattro giorni civili, ossia:
- nel Giovedì Santo, a partire dalla messa vespertina in Cena Domini;
- nel Venerdì della Passione del Signore[14] detto anche e più comunemente Venerdì Santo, in cui ricorre la Giornata per i luoghi santi conosciuta anche con la denominazione di Giornata mondiale per la Terra santa;
- nel Sabato Santo;
- nella Domenica di Pasqua.

Di questi quattro giorni, dal punto di vista del calendario civile, solo il Venerdì santo, il Sabato santo e la Domenica fanno parte interamente del triduo: "Il Triduo pasquale della passione e risurrezione del Signore inizia dalla messa vespertina in Cena Domini, ha il suo fulcro nella Veglia pasquale, e termina con i vespri della Domenica di Risurrezione".
La ragione per cui questo tempo liturgico venne chiamato Triduo risiede, però, nel diverso computo del giorno come effettuato dai cristiani dei primi secoli in continuazione della tradizione biblica per la quale il giorno veniva computato non dalla mezzanotte alla mezzanotte successiva ma dal calar del sole al successivo calar del sole, ossia dal momento vespertino al successivo momento vespertino: in quest'ottica il triduo corrispondeva esattamente a tre giorni anche se la durata dello stesso era identica sia complessivamente sia nei termini di inizio e fine con quella del triduo attuale per cui, essendo stata la durata del triduo sempre la stessa, è cambiato solo il modo di computare l'inizio e la fine del giorno, e tale cambio di computo ha fatto sì che il triduo un tempo corrispondesse a tre giorni mentre ora si dispiega in quattro giorni.
Nell'antichità cristiana, infatti, il fatto che il triduo corrispondesse esattamente a tre giorni significa che esso era l'insieme del Venerdì Santo, del Sabato santo e della Domenica di Pasqua. L'identità dell'inizio e della fine della durata del triduo primitivo con quello attuale è dovuta al fatto che il primitivo iniziava con l'inizio del venerdì santo, cioè il calar della sera dell'attuale giovedì santo, e terminava con la fine della domenica di pasqua, ossia il calar della sera dell'attuale domenica di pasqua.

## Celebrazioni
Le celebrazioni principali del Triduo sono:
- la Celebrazione vespertina del Giovedì santo che normalmente consiste nella messa vespertina nella Cena del Signore o, eccezionalmente e solo per coloro che non vi partecipano, nella recita dei Vespri del Giovedì santo;
- la Celebrazione della Passione del Signore del Venerdì Santo, che solo da coloro che non vi partecipano è sostituita con la celebrazione dei Vespri del Venerdì Santo;
- la Veglia Pasquale, centro del Triduo, officiata dopo il tramonto del sabato, e che sostituisce la Compieta del Sabato Santo e l'Ufficio delle Letture della domenica di Pasqua, recitati separatamente solo da coloro che non partecipano alla Veglia;
- la Messa del giorno della Domenica di Pasqua, e la celebrazione della Liturgia della Ore (da Lodi a Vespri alle ore convenienti).

Di queste celebrazioni, le prime tre sono le celebrazioni peculiari del triduo pasquale: la Chiesa cattolica desidera ardentemente che i fedeli partecipino, se possono, sia alle celebrazioni peculiari poiché esse sono il nucleo più profondo della liturgia della Chiesa e perciò sono più importanti delle altre devozioni che pure si accompagnano alla liturgia in questi giorni come le processioni e la Via Crucis, sia alle altre celebrazioni principali in ragione dell'obbligo celebrativo per le lodi, del precetto per la messa di Pasqua, che è anche soddisfatto dalla partecipazione alla Veglia pasquale, e dell'importanza pastorale della celebrazione vespertina di Pasqua.
Al termine della Messa in Cena Domini non vi è saluto, benedizione o congedo, perché è immediatamente seguita dalla processione del Santissimo Sacramento, che viene portato solennemente all'altare della reposizione, dove riposerà fino al termine dell'Azione liturgica del Venerdì santo: secondo l'Ordinamento generale del Messale romano, 170, "Se alla Messa segue un’altra azione liturgica, si tralasciano i riti di conclusione, cioè il saluto, la benedizione e il congedo." Terminata la celebrazione la chiesa viene completamente spogliata e vengono rimosse le tovaglie e i candelabri da ogni altare, tranne quello della reposizione, in segno di lutto per la Passione. Il Venerdì e il Sabato santo sono gli unici giorni della liturgia romana in cui l'altare è completamente spoglio (privo di tovaglia, candelieri, croce, tappeti) quale icona di assenza della Messa.
All'inizio dell'Azione liturgica del Venerdì non vi sono canto o antifona d'ingresso, né Segno della Croce o saluto, ma un momento di silenzio seguito da una preghiera senza "Oremus",. Il Venerdì Santo è un giorno aliturgico, nel senso che in esso non si celebra la Messa. A partire però dalla riforma liturgica di papa Pio XII, tutti i partecipanti all'azione liturgica pomeridiana possono ricevere la Comunione con ostie consacrate nella messa della sera del giorno precedente, facoltà prima riservata al solo sacerdote celebrante. Durante la celebrazione si legge la Passione secondo Giovanni e si ha l'adorazione della croce. Al termine vi è una preghiera preceduta da "Inchinatevi per la benedizione", dopodiché sacerdote e ministri genuflettono davanti al crocifisso e si ritirano in silenzio.
La solenne Veglia pasquale comincia con il segno di croce, il saluto e un'esortazione del sacerdote, seguito della benedizione del fuoco che servirà per accendere il cero pasquale. Nessun altro atto liturgico segue la messa, che perciò termina con la benedizione e con il congedo, al quale si aggiunge questa notte e per tutta l'ottava di Pasqua "Alleluia, alleluia".
Dalla conclusione del Gloria della Messa nella Cena del Signore le sera del giovedì santo le campane devono stare in liturgico silenzio fino a quello della Veglia Pasquale.
Nelle chiese non parrocchiali possono essere officiate le celebrazioni liturgiche del Triduo pasquale purché le stesse siano limitate ai soli casi di necessità riconosciuti dall'Ordinario in modo che i presbìteri possano porsi a servizio della comunità parrocchiale per qualunque esigenza pastorale come, per esempio, la concelebrazione delle azioni liturgiche o l'amministrazione del Sacramento della Riconciliazione. Se nelle Chiese non parrocchiali, limitrofe alla Cattedrale, viene officiata qualche celebrazione liturgica principale del Triduo, ciò non può avvenire negli stessi orari in cui celebra il Vescovo.
Nel Triduo pasquale sono proibite tutte le Messe dei defunti, comprese le esequiali: la proibizione si estende anche all'intera giornata del giovedì Santo. I funerali si celebrano secondo il rito delle esequie senza la messa, senza solennità e in orario separato dalle azioni liturgiche proprie di questi giorni.

### Varianti nel rito ambrosiano
Il rito ambrosiano condivide la medesima struttura delle celebrazioni romane del Triduo Pasquale ma gli ordinamenti rituali presentano differenze anche notevoli. Le più significative sono:
- Tutte le tre celebrazioni principali (Messa in Cena Domini, Celebrazione della Passione e Veglia Pasquale) sono inserite tra i Vespri del rispettivo giorno liturgico. La Veglia Pasquale, che secondo la tradizione originale dovrebbe svolgersi interamente nella notte di Pasqua per concludersi prima dell'alba della Domenica, tiene il posto, oltre che dei Vespri del Sabato Santo, anche della Compieta e dell'Ufficio delle Letture di Pasqua.
- La spogliazione degli altari non avviene al termine della Messa in Cena Domini del giovedì ma durante la Celebrazione della Passione del venerdì, nel momento in cui la proclamazione del Vangelo annuncia la morte di Gesù.
- Il Santissimo Sacramento riposto al termine della Messa in Cena Domini non viene consumato il venerdì, ma resta custodito all'altare della riposizione fino alla Veglia Pasquale, durante la quale, al momento della Comunione, viene riportato all'altare maggiore per essere consumato: il Venerdì Santo infatti, come tutti i venerdì di Quaresima, nel rito ambrosiano non solo non si celebra l'eucaristia ma non viene neppure distribuita la Comunione ai fedeli (ad eccezione, eventualmente, del Viatico per i moribondi).
- Non si canta il Gloria nè nella Messa in Cena Domini né durante la Veglia Pasquale: l'annuncio della Risurrezione, infatti, viene dato - secondo la tradizione mutuata dalle chiese orientali - con la triplice acclamazione Christus Dominus Resurrexit proclamata ai tre lati dell'altare.
- Le campane non vengono legate il giovedì sera ma il venerdì pomeriggio, dopo aver suonato a lutto, contestualmente all'annuncio della morte del Signore e alla spogliazione degli altari. Analogamente al rito romano, da questo momento restano silenti fino all'annuncio della risurrezione nella Veglia Pasquale.
- Dall'annuncio della morte di Gesù fino alla Veglia Pasquale, nella recita della liturgia delle ore, in ogni rito e celebrazione e in qualsiasi occasione di preghiera, anche se presiedute da un sacerdote o da un diacono, scompaiono le formule di introduzione e di congedo classiche - sostituite dalla sola acclamazione Benedetto il Signore che vive e regna nei secoli dei secoli - e non viene più impartita la benedizione conclusiva.

## Precetti
Il 1º precetto generale della Chiesa esige la partecipazione all'intera Veglia pasquale o alla messa della domenica di Risurrezione.
Il 2º precetto generale della Chiesa viene particolarmente raccomandato dalla Chiesa cattolica, perché sia soddisfatto nei giorni del Triduo Pasquale da quei fedeli che non l'hanno ancora compiuto negli ultimi giorni di Quaresima e specialmente nei primi giorni della Settimana Santa, non in ragione del dettato del precetto, ma in previsione della ricezione eucaristica, specie se in applicazione del 3º precetto generale della Chiesa il quale garantisce "un minimo in ordine alla recezione del Corpo e del Sangue del Signore in collegamento con le feste pasquali, origine e centro della Liturgia cristiana".
In ottemperanza del 4º precetto generale della Chiesa il venerdì Santo è richiesta a tutti i fedeli con più di 14 anni l'astinenza dalle carni e ai fedeli tra i 18 e i 60 anni il digiuno che la Chiesa cattolica considera degno di lode protrarre anche al sabato Santo, fino alla Veglia Pasquale, pur non facendone un obbligo per i fedeli.
In ottemperanza del 5º precetto generale della Chiesa i fedeli sono invitati a contribuire per i poveri il giovedì Santo e per i Luoghi santi il venerdì Santo.